# Oil for the Lamps of China
Oil for the Lamps of China is een Amerikaanse dramafilm uit 1935 onder regie van Mervyn LeRoy. De film werd destijds in Nederland uitgebracht onder de titel Olie voor China's lampen.

## Verhaal
De Amerikaan Stephen Chase werkt voor een oliemaatschappij in China, die vaak ten koste van de werknemers winst maakt. Chase komt erachter wat dat betekent, als zijn kind sterft. Bovendien moet hij met gevaar voor eigen leven het bedrijf redden, wanneer er een opstand uitbreekt.

## Rolverdeling
| Acteur               | Personage         |
| -------------------- | ----------------- |
| Pat O'Brien          | Stephen Chase     |
| Josephine Hutchinson | Hester            |
| Jean Muir            | Alice             |
| Lyle Talbot          | Jim               |
| Arthur Byron         | Baas              |
| John Eldredge        | Don               |
| Donald Crisp         | Mijnheer McCarger |
| Willie Fung          | Kin               |
| Tetsu Komai          | Ho                |
| Henry O'Neill        | Edward Hartford   |
| Ronnie Cosby         | Bunsy Wellman     |
| William B. Davidson  | E.H. Swaley       |
| George Meeker        | Bill Kendall      |
| Joseph Crehan        | Clements          |
| Christian Rub        | Dr. Jorgen        |